# استانیمیر دیمیتروف (بازیکن فوتبال، زاده ۱۹۹۲)
استانیمیر دیمیتروف (بلغاری: Станимир Кирилов Димитров؛ زادهٔ ۲ آوریل ۱۹۹۲) بازیکن فوتبال اهل بلغارستان است.
از باشگاه‌هایی که در آن بازی کرده است می‌توان به باشگاه فوتبال هبار پازارجیک اشاره کرد.